# Polygala birmanica
Polygala birmanica är en jungfrulinsväxtart som beskrevs av Chod.. Polygala birmanica ingår i släktet jungfrulinssläktet, och familjen jungfrulinsväxter. Inga underarter finns listade i Catalogue of Life.